# Жёлтое море (фильм)
«Жёлтое море» (кор. 황해, Хванхэ) — кинофильм режиссёра На Хонджина, вышедший на экраны в 2010 году.

## Сюжет
Этнический кореец Гу Нам работает таксистом в Китае. Он должен «чосонской» мафии крупную сумму денег за южнокорейскую визу для его жены. Выплатить этот долг в обозримом будущем представляется нереальным, поэтому он вынужден терпеть издевательства бандитов. Кроме того, уже долгое время нет никаких вестей от уехавшей в Сеул жены. Поэтому, когда главарь банды Мюн Джун Хак предлагает ему дать недостающую сумму в обмен за убийство одного человека в южнокорейской столице, Гу Нам соглашается и отправляется нелегалом в Южную Корею.

## В ролях
- Ха Чон У — Гу Нам
- Ким Юн Сок — Мюн Джун Хак

## Награды и номинации
- 2011 — участие в программе «Особый взгляд» Каннского кинофестиваля.
- 2011 — премия Asian Film Awards за лучшую мужскую роль (Ха Чон У), а также 3 номинации: лучший режиссёр (На Хончжин), лучший композитор (Чжан Юнкю, Ли Пюнхун), лучшая работа художника (Ли Кюнхо).
- 2011 — участие в программе «После заката» Чикагского кинофестиваля.